# Clas Adam Ehrengranat
Clas Adam Ehrengranat, född 5 november 1781 i Stockholm, död 21 februari 1842 i Stockholm, var en svensk hovstallmästare, hippolog och riksdagsledamot. Han kallas ibland för den svenska ridkonstens fader.

## Biografi
Ehrengranat föddes i Klara församling som son till överste Carl Adam Ehrengranat och Maria Aurora Uggla av ätten Uggla. Han började sin utbildning i ridning hos akademistallmästaren Johan Lewin Eklund i Uppsala och därefter hos stallmästaren Carl Peter Fagerström på Strömsholms slott. Han fick 1797 anställning  som ridpage hos kung Gustav IV Adolf, tjänstgjorde vid hovstallet 1798 och ingick därefter vid Södra skånska kavalleriregementet där han samtidigt befordrades till kornett.
Åren 1802–1804 studerade han  anatomi och veterinärvetenskap för professor Arvid Henrik Florman i Lund och fortsatte därefter sina studier av veterinärvetenskapliga ämnen fram till 1807 vid Kungliga danska veterinärskolan i Köpenhamn. Där ägnade han sig även åt ridkonsten vid det danska hovstallet.
År 1807 befordrades han till löjtnant vid Skånska karabinjärregementet, där han även blev stallmästare. År 1808 blev han åter ridpage hos Gustav IV Adolf på Åland och blev den 29 juni 1809 understallmästare hos kungen. Efter kungens avsättning, blev han även understallmästare hos kronprins Karl August. Ehrengranat deltog även i Karl Augusts begravningståg genom Stockholm den 20 juni 1810 och ansvarade då för körningen av likvagnen. När riksmarskalk Axel von Fersen attackerades av en pöbel, som misstänkte honom för giftmord på Karl August, försökte han försvara von Fersen. Han försökte även förmå majornerna vid Svea livgarde, Carl Lovisin och Nils Djurklou, att undsätta riksmarskalken. Ehrengranat handlade i den här situationen med mod och beslutsamhet.
Ehrengranat blev sedermera stallmästare hos kronprins Karl Johan och fick avsked från armén den 18 december 1810. 1813 sändes han till Ryssland av Karl Johan för att inköpa 30 hingstar av huvudsakligen engelsk och orientalisk härstamning. Dessutom köpte han 80 remonter till Livgardet till häst. Under våren 1814 skickades han på statligt uppdrag till Tyskland för att studera stuteriväsendet. Väl hemkommen, utnämndes han till direktör för Flyinge och Dalby stuterier. Den 18 november 1816 utnämndes han även till stallmästare hos Karl XIII.
Ehrengranat organiserade anläggningen vid Flyinge kungsgård och upprättade intill denna en ridskola, vilken främst var avsedd för officerare inom kavalleriet. I november 1816 blev han stallmästare hos den svenske kungen och under vintern 1816–1817, var han prins Oskars ridlärare. Under nyåret 1817 erhöll han fullmakt som stallmästare och chef för Flyinge stuteri och blev 1831 utnämnd till hovstallmästare.
Under sin tid som chef för Flyinge stuteri 1814–1837 förde Ehrengranat egna anteckningar om sina förehavanden. Han brevväxlade med Jacob De la Gardie, för vilken han berättade om sin verksamhet och planer för framtiden. Hans självständiga metoder väckte delade meningar inom Stuteriöverstyrelsen. Man upplöste stuteriet och omvandlade Flyinge till hingstdepå. De flesta avelsstona flyttades till Ottenby och de kvarvarande brukshästarna såldes på auktion den 27 maj 1837. Ehrengranat begärde avsked från sitt ämbete.
Om sitt missnöje med Flyinge stuteris omorganisation skrev Ehrengranat till De la Gardie. Han flyttade till Stockholm, där han återupptog sin tjänst som ridlärare för de kungliga prinsarna. Han avled ogift 1842 och begravdes på Norra begravningsplatsen i Stockholm. På gravstenen ristades: "Redbar och fosterländsk, den förste på sin tid i sitt yrke". Gravvården förstördes, enligt Ehrengranats släktingar, i ett åsknedslag. Under sitt liv skrev Ehrengranat ett antal böcker om ridning och hästar; däribland Hasledens byggnad, fel och ofullkomligheter (1809), Om hästens rörelser i deras samband med ridkonsten (1818) och Ridskolan eller ridläran, som utkom 1836 och som är det enda utförliga svenska verket om klassisk ridning. Ehrengranat var även  ledamot av Krigsvetenskapsakademien (1810), danska Societas fautorum rei veterinariæ (1811) och Lantbruksakademien (1822).

## Eftermäle

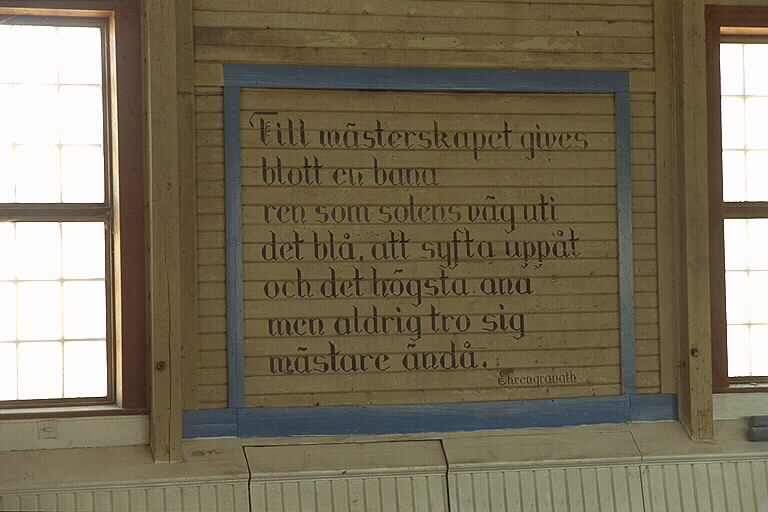

I Gula ridhuset på Strömsholm finns en kort dikt som tillskrivs Ehrengranat: